# Nokia Lumia 830
Il Nokia Lumia 830 è uno smartphone di fascia medio-alta prodotto da Microsoft Mobile facente parte della serie Lumia; a seguito dell'acquisizione di Nokia da parte della Microsoft, l'830 è l'ultimo dispositivo Lumia uscito avente il marchio dell'azienda finlandese, ma prodotto già dalla Microsoft.